# Berufsbildungswerk Bremen

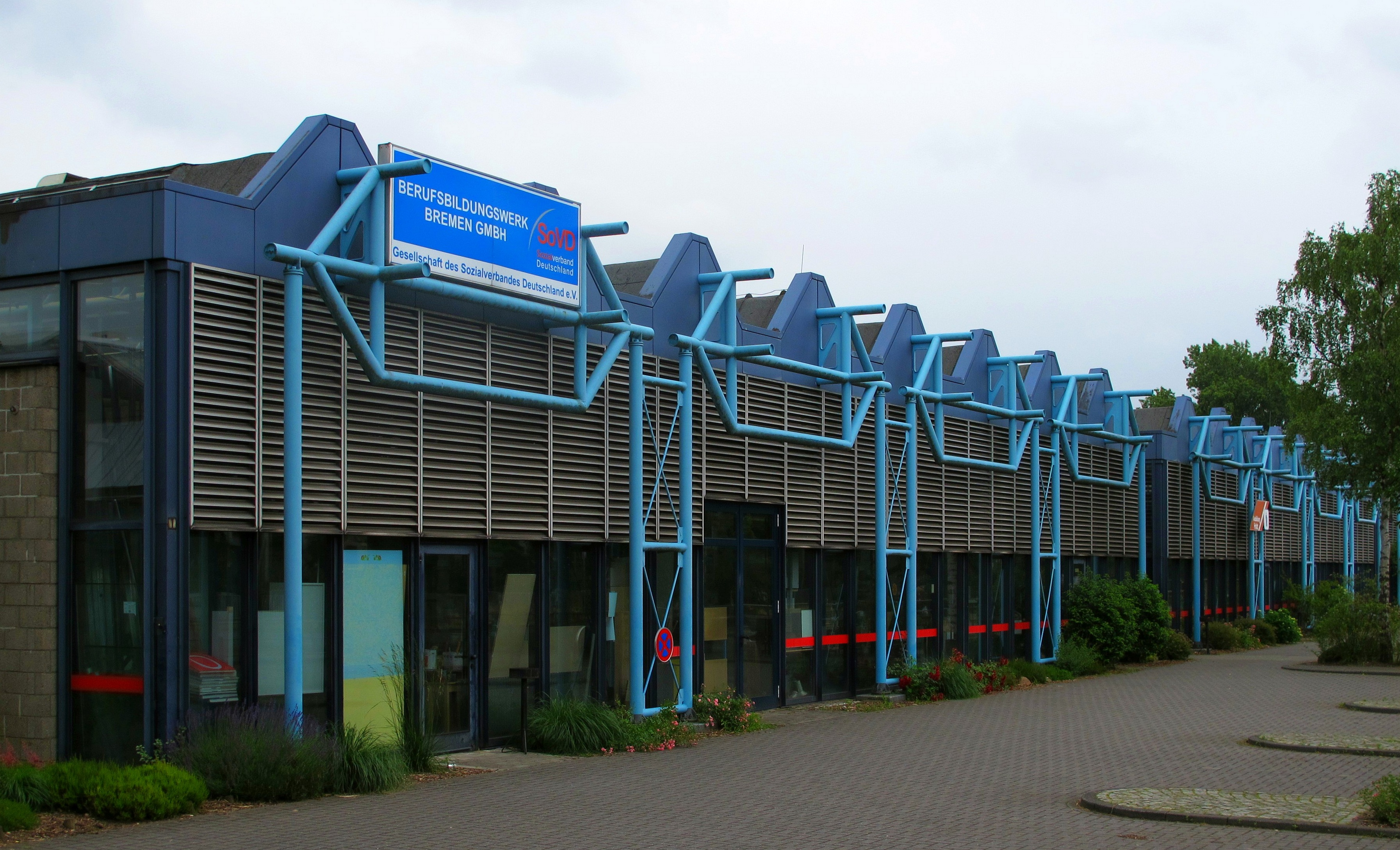
Werkstattgebäude des BBW an der Universitätsallee

Das Berufsbildungswerk Bremen (BBW), seit 2022 mit dem Namen Nordic CAMPUS Bremen, in Bremen – Horn-Lehe, Ortsteil Lehe, Universitätsallee 20, gehört zu den bedeutenden Bremer Bauwerken. Es wird von dem Sozialverband Deutschland zusammen mit dem Berufsbildungswerk Stendal unterhalten.

## Geschichte und Bauwerk
Das Berufsbildungswerk, jetzt Nordic CAMPUS, wurde für den Reichsbund von 1976 bis 1978 nach Plänen von me di um (Jentz, Popp, Wiesner, Störmer, Zimmermann) aus Hamburg gebaut. Es dient  als Ausbildungsstätte zur erstmaligen Berufsausbildung junger Menschen mit Behinderung. Die meisten dieser Auszubildenden sind in einem Internat auf dem Gelände untergebracht. Der Mensabereich unter den Pyramidendächern mit  quadratischen Sheds erinnert an Bauwerke des Strukturalismus. Bemerkenswert sind die Hallen mit ihren ausgeprägten Stahlkonstruktionen. Eine ähnliche Architektur findet sich an Sportbauten der Universität Bremen, die auch von der Gruppe me di um geplant wurden.
Die Anlage öffnet sich zur Umgebung unter Einbeziehung von Natur und Landschaft. Die anfänglich isoliert stehende Anlage ist inzwischen Teil eines Wohnquartiers am Rande des Technologieparks Bremen und des Universitätsgeländes geworden.
Der architekturführer bremen schreibt dazu: „Der Entwurf besticht räumlich durch sein Gleichgewicht von Öffnung und Geborgenheit: Öffentliche Wege kreuzen das Gelände, gut proportionierte Höfe laden zur vielfältigen Nutzung ein. Den Architekten ist es gelungen, den unterschiedlichen Bereichen ein jeweils individuelles Gepräge zu geben, ohne ein geschlossenes Gesamtbild aufzugeben.“

## Aufgaben des Nordic CAMPUS
Der Nordic CAMPUS - Das Berufsbildungswerk Bremen des Sozialverbandes Deutschlands (SoVD, früher Reichsbund) bietet jungen Menschen mit Behinderung berufsvorbereitende Maßnahmen und Ausbildungen unter einem Dach für viele  Ausbildungsberufe mit einer eigenen Berufsschule. Begleitet wird die Ausbildung durch psychologische, medizinische und sozialpädagogische Fachdienste sowie durch pädagogische Betreuung in den Wohnstätten. In Betrieben finden Praktika statt. Die Kosten werden in der Regel von der Bundesagentur für Arbeit getragen. Das Land Bremen finanziert die Berufsschule. Der Nordic CAMPUS ist vernetzt mit einer Reihe von Kooperationspartnern. Ein differenziertes Angebot an Wohnungen am Standort und in benachbarten Stadtteilen für 300 Menschen steht bereit. Von 1978 bis um 2014 wurden 2840 Auszubildende zu einem anerkannten Berufsabschluss geführt.
Das BBW wurde bis Dezember 2014 von dem nun ehemaligen Geschäftsführer Gerd Meyer-Rockstedt geleitet. Ab Januar 2015 übernahm Torben Möller diese Tätigkeit und leitet den Nordic CAMPUS.